# Dreamland (Doctor Who)
Dreamland é um seriado animado baseado na série de ficção científica britânica Doctor Who.  Criada pela BBC, não foi produzido pelos mesmos produtores da série live-action. Foi transmitido em seis partes, com um episódio de 12 minutos seguido por 5 episódios de 6 minutos, de 21 a 26 de novembro de 2009 no serviço Red Button da BBC, no site oficial de Doctor Who e no BBC iPlayer. Uma versão completa da história foi ao ar em 5 de dezembro de 2009 na BBC Two e BBC HD. Foi a segunda animação original desde o retorno do programa em 2005, depois de The Infinite Quest.
Na história, o Décimo Doutor decide visitar Nevada e de posse de um artefato extraterrestre, ele, seguido por uma garçonete, Cassie Rice, e um nativo americano, Jimmy Stalkingwolf, é perseguido por homens de preto, pelo exército americano e por alienígenas insectóides na Área 51.
Um crítico da SFX Magazine elogiou a história, mas ficou um pouco decepcionado com a animação, comentando que Dreamland era "um exemplo perfeito daquele velho ditado de que uma história decente é mais importante do que visuais chamativos."
Em 1 de fevereiro de 2010, a BBC DVD e a 2entertain lançaram a história como um conjunto de dois discos na Região 2 com todos os três episódios não cortados de Doctor Who: Greatest Moments, uma série de especiais de Doctor Who Confidential.